# Coelorinchus fasciatus
Coelorinchus fasciatus es una especie de pez de la familia Macrouridae en el orden de los Gadiformes.

## Morfología
• Los machos pueden llegar alcanzar los 50 cm de longitud total.

## Alimentación
Come principalmente copépodos, poliquetos, moluscos  bentónicos, artrópodos, decápodos, anfípodos, equinodermos y peces  (Myctophidae y Maurolicus ).

## Depredadores
En Namibia es depredado por Merluccius capensis y Merluccius paradoxus . en Nueva Zelanda por Genypterus blacodes y en Sudáfrica por Helicolenus dactylopterus y Chelidonichthys capensis.

## Hábitat
Es un pez de aguas profundas que vive entre 73-1.086 m de profundidad aunque lo hace normalmente entre 400 a 800 m.

## Distribución geográfica
Se encuentra en el África Austral, el extremo más meridional de Sudamérica, incluyendo Tasmania)  y Nueva Zelanda.